# (8306) Shoko
Pour les articles homonymes, voir Shoko (homonymie).
(8306) Shoko est un astéroïde de la ceinture principale.

## Description
(8306) Shoko est un astéroïde de la ceinture principale. Il fut découvert le 24 février 1995 à Kuma Kogen par Akimasa Nakamura. Il présente une orbite caractérisée par un demi-grand axe de 2,24 UA, une excentricité de 0,22 et une inclinaison de 4,8° par rapport à l'écliptique.

## Compléments